# Gina Holden

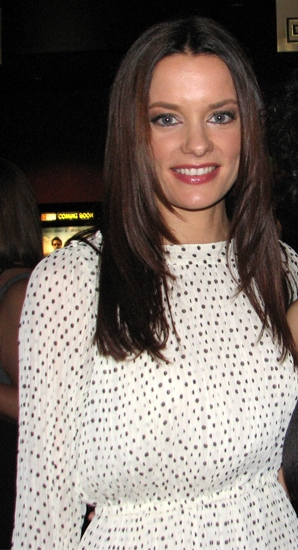
Gina Holden (2010)

Gina Holden (* 17. März 1975 in Smithers, British Columbia) ist eine kanadische Schauspielerin.

## Leben
Holden wurde in Smithers, British Columbia geboren. Mit 15 Jahren unterschrieb sie ihren ersten Modelvertrag. Daraufhin zog sie nach Japan, wo sie das Gesicht von Shiseido cosmetics wurde. Später zog sie allerdings wieder zurück nach Kanada, um ihre Schule zu beenden und eine Schauspielkarriere zu starten.
Seit 2002 spielte sie in zahlreichen Fernseh- und Filmproduktionen mit.

## Filmografie (Auswahl)
- 2002: Roughing It
- 2004: Perfect Romance
- 2004–2005: The L Word – Wenn Frauen Frauen lieben (The L Word, Fernsehserie, 2 Folgen)
- 2005: Fantastic Four
- 2005: Dead Zone (The Dead Zone, Fernsehserie, eine Folge)
- 2005: Supernatural (Fernsehserie, eine Folge)
- 2005: Killer Instinct (Fernsehserie, eine Folge)
- 2005: LTD.
- 2005: Reunion (Fernsehserie, 5 Folgen)
- 2005–2006: Da Vinci’s City Hall (Fernsehserie, 12 Folgen)
- 2006: Man About Town
- 2006: Final Destination 3
- 2006: Psych (Fernsehserie, eine Folge)
- 2006: Butterfly Effect 2 (The Butterfly Effect 2)
- 2006: Murder on Spec
- 2007: Code Name: The Cleaner
- 2007–2008: Blood Ties – Biss aufs Blut (Blood Ties, Fernsehserie, 21 Folgen)
- 2007–2008: Flash Gordon (Fernsehserie, 21 Folgen)
- 2007: Battle in Seattle
- 2007: Aliens vs. Predator 2 (Aliens vs. Predator: Requiem)
- 2008: Thomas Kinkade’s The Christmas Cottage
- 2008: Smallville (Fernsehserie, 2 Folgen)
- 2008: Travelling
- 2009: Screamers: The Hunting
- 2009: Harper’s Island (Fernsehserie, 13 Folgen)
- 2010: Saw 3D – Vollendung (Saw 3D)
- 2010: Legend of the Seeker – Das Schwert der Wahrheit (Legend of the Seeker, Fernsehserie, eine Folge)
- 2010: Familie wider Willen (A Family Thanksgiving, Fernsehfilm)
- 2010: Messages Deleted
- 2010: Die geheimnisvolle Insel (Mysterious Island)
- 2010–2011: Life Unexpected – Plötzlich Familie (Life Unexpected, 3 Folgen)
- 2011: Sand Sharks
- 2011: Weihnachten voller Hoffnung (Christmas Comes Home to Canaan, Fernsehfilm)
- 2011: Dear Santa (Fernsehfilm)
- 2011–2012: R. L. Stine’s The Haunting Hour (Fernsehserie, 3 Folgen)
- 2012: Liebe in acht Lektionen (How to Fall in Love, Fernsehfilm)
- 2012: Fringe – Grenzfälle des FBI (Fringe, Fernsehserie, eine Folge)
- 2012: Das Philadelphia Experiment – Reactivated (The Philadelphia Experiment)
- 2012–2013: Suits (Fernsehserie, 2 Folgen)
- 2013: Snow Sharks (Avalanche Sharks)
- 2013: Sink Hole
- 2013: Dracano
- 2013: The Listener – Hellhörig (The Listener, Fernsehserie, eine Folge)
- 2015: CSI: Vegas (CSI: Crime Scene Investigation, Fernsehserie, eine Folge)
- 2015: Apokalypse Los Angeles (LA Apocalypse)
- 2015: The Exorcism of Molly Hartley
- 2025: Zeit der Sehnsucht (Days of Our Lives, Fernsehserie, 2 Folgen)
- 2016: Secrets in the Attic (Fernsehfilm)
- 2016: I Didn’t Kill My Sister (Murder Unresolved, Fernsehfilm)
- 2016: Where’s My Baby? (Cradle of Lies, Fernsehfilm)
- 2017: Tödlicher Handel (Taken Heart)
- 2017: Cop and a Half: New Recruit (Fernsehfilm)
- 2017: Bad Date Chronicles (Chronique des rendez-vous désastreux, Fernsehfilm)
- 2018: A Woman’s Nightmare
- 2018: Weihnachten in der Holly Lane (Christmas on Holly Lane)
- 2019: Stressed to Death (Fernsehfilm)
- 2019: Sleeping With My Student
- 2019: Swipe Right, Run Left (Fernsehfilm)
- 2020: Kidnapped to the Island (Fame at a Deadly Cost, Fernsehfilm)
- 2021: Assault on VA-33
- 2023: Catfish Murder (Fernsehfilm)